# Dassault/Dornier Alpha Jet

Dassault/Dornier Alpha Jet — це легкий штурмовий та навчально-тренувальний реактивний літак, спільного виробництва Dassault Aviation з Франції та Dornier Flugzeugwerke з Німеччини. Він був розроблений спеціально для виконання навчально-тренувальних і легких штурмових місій, а також для виконання цих завдань більш ідеально, ніж перше покоління навчально-тренувальних літаків, які йому передували. Після конкурсу проект, представлений командою Breguet Aviation, Dassault Aviation і Dornier Flugzeugwerke, спочатку позначений як TA501, був обраний і згодом виготовлений як Alpha Jet.
Повітряно-космічні сили Франції та ВПС Німеччини закупили Alpha Jet у великих кількостях, перший в основному як навчально-тренувальний літак, а останні вирішили використовувати його як легку штурмову платформу. У результаті скорочення військової авіації після холодної війни Німеччина вирішила зняти з експлуатації свій власний парк літаків Alpha Jet у 1990-х роках і перепродала багато з цих літаків як військовим, так і цивільним операторам. Alpha Jet був прийнятий на озброєння кількома військово-повітряними силами по всьому світу, а також активно використовувався в бойових діях деякими з цих операторів.

## Варіанти
- Alpha Jet A: Штурмовик, який використовувався Німеччиною.
- Alpha Jet E: Навчальна версія, яка використовувалась Францією та Бельгією.
- Alpha Jet 2: Розробка Alpha Jet E, оптимізована під штурмовик. Спочатку ця версія мала назву «Alpha Jet NGAE».
- Alpha Jet MS1: Версія з підтримкою, зібрана в Єгипті.
- Alpha Jet MS2: Покращена версія з новим авіонікою, модернізованим двигуном, ракетами Magic Air-to-Air і скляною кабіною Lancier.
- Alpha Jet ATS (Advanced Training System): Версія, оснащена багатофункціональними елементами керування та скляною кабіною, яка навчатиме пілотів використанню навігаційних та штурмових систем винищувачів останнього та майбутнього поколінь. Цю версію також називали «Alpha Jet 3» або «Lancier».
- Alpha Jet Al-Ghait:  Один марокканський Alpha Jet E, модифікований метеорологічним радаром Sperry Corporation|Sperry/Honeywell Primus 300SL; відомий як Al-Ghait (Дощ)[1] і факельним дозатором AN/ALE-40 Chaff, модифікованим для висіву хмар.[2]

## Тактико-технічні характеристики

Схема Alpha Jet в 3 проекціях

Дані взяті з Jane's All The World's Aircraft 1982-83 та Flight International.

### Технічні характеристики
- Екіпаж: 2 людини
- Довжина: 13.23 м
- Розмах крила: 9.11 м
- Висота: 4.19 м
- Площа крила: 17.5 м²
- Коефіцієнт видовження крила: 4.8
- Маса порожнього: 3 515 кг
- Маса спорядженого: 5 800 кг
- Максимальна злітна маса: 7 500 кг
- Маса палива у внутрішніх баках: 1 020 кг
- Об'єм зовнішніх паливних баків: 500 л
- Силова установка: 2 × тубореактивні SNECMA Turbomeca Larzac[en] 04-C5
  - Форсажна тяга: 2 × 13 кН

### Льотні характеристики
- Максимальна швидкість: 1000 км/год (на рівні моря)
- Посадкова швидкість: 170 км/год
- Швидкість звалювання: 167 км/год
- Бойовий радіус: 610 км
- Перегінний радіус: 1100 км (з ППБ)
- Практичний максимум висоти: 14 630 м
- Швидкопідйомність: 57 м/с
- Навантаження на крило: 414,6 кг/м²
- Максимальне експлуатаційне перевантаження: +12 / -6.4 g
- Злітний розбіг : 410 м
- Посадковий пробіг : 610 м

### Озброєння
- Стрілецько-гарматне: Одна 27-мм гармата Mauser BK-27[en] в центральній коробці зі 150 снарядами або одна 30-мм гармата DEFA[en] в центральній коробці на 150 снарядів
- Точки підвісу: 5, Бойове навантаження: 2 500 кг
  - Ракети «повітря-поверхня»: 
    - Дві ракетні групи Matra з вісімнадцятьма ракетами повітря-поверхня SNEB[en] калібру 68 мм кожна або дві ракетні групи CRV7 з дев'ятнадцятьма ракетами калібру 70 мм кожна

  - Бомби:
    - різні бомби (наприклад, касетна бомба Hunting BL755[en])

  - Паливні баки: 2 х 310 л

## Оператори
Камерун
- ВПС Камеруну – 27 Alpha Jet MS2 (12 на службі)

 Канада

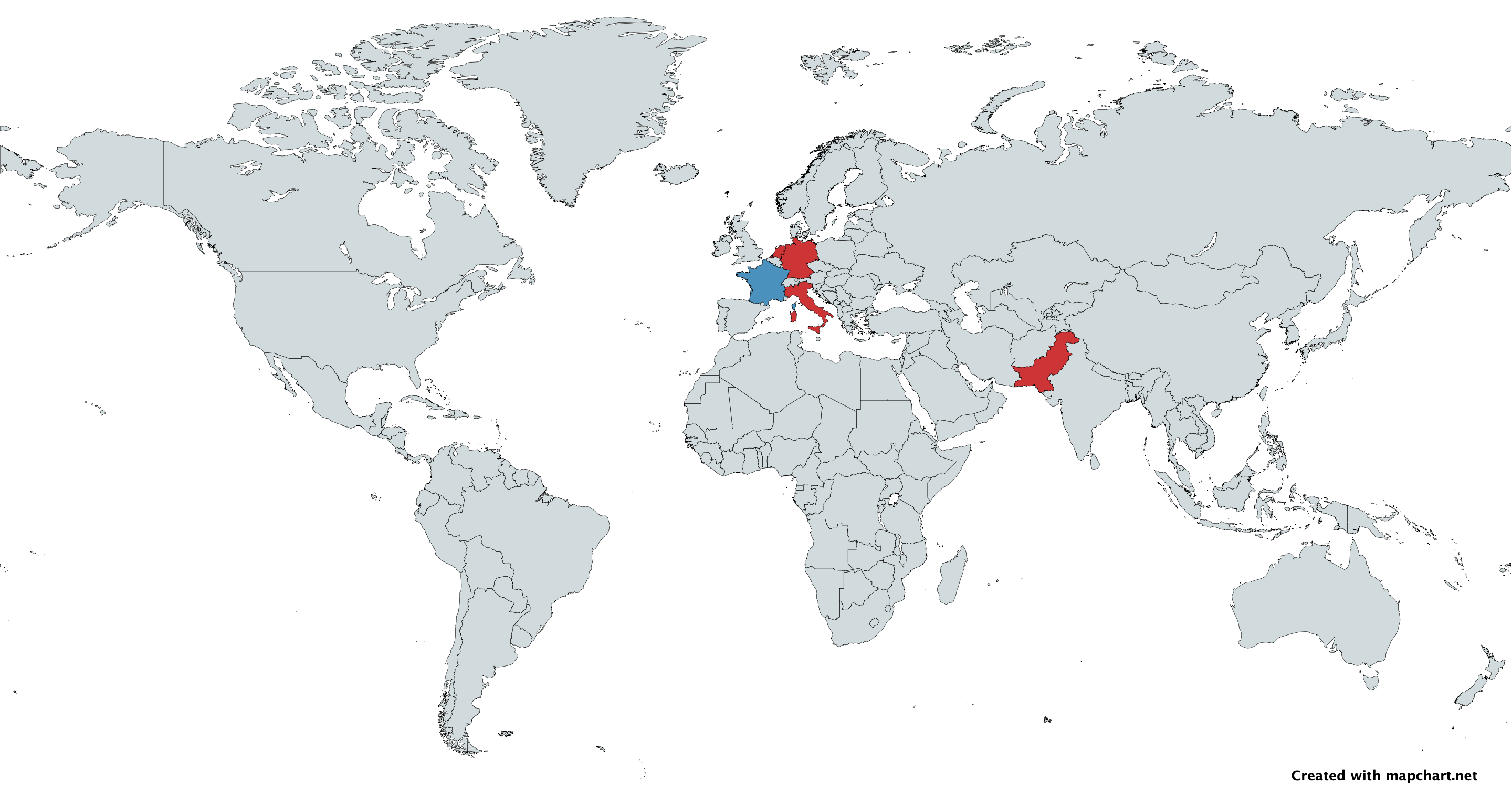
Карта операторів Alpha Jet (сині – поточні, червоні – колишні)

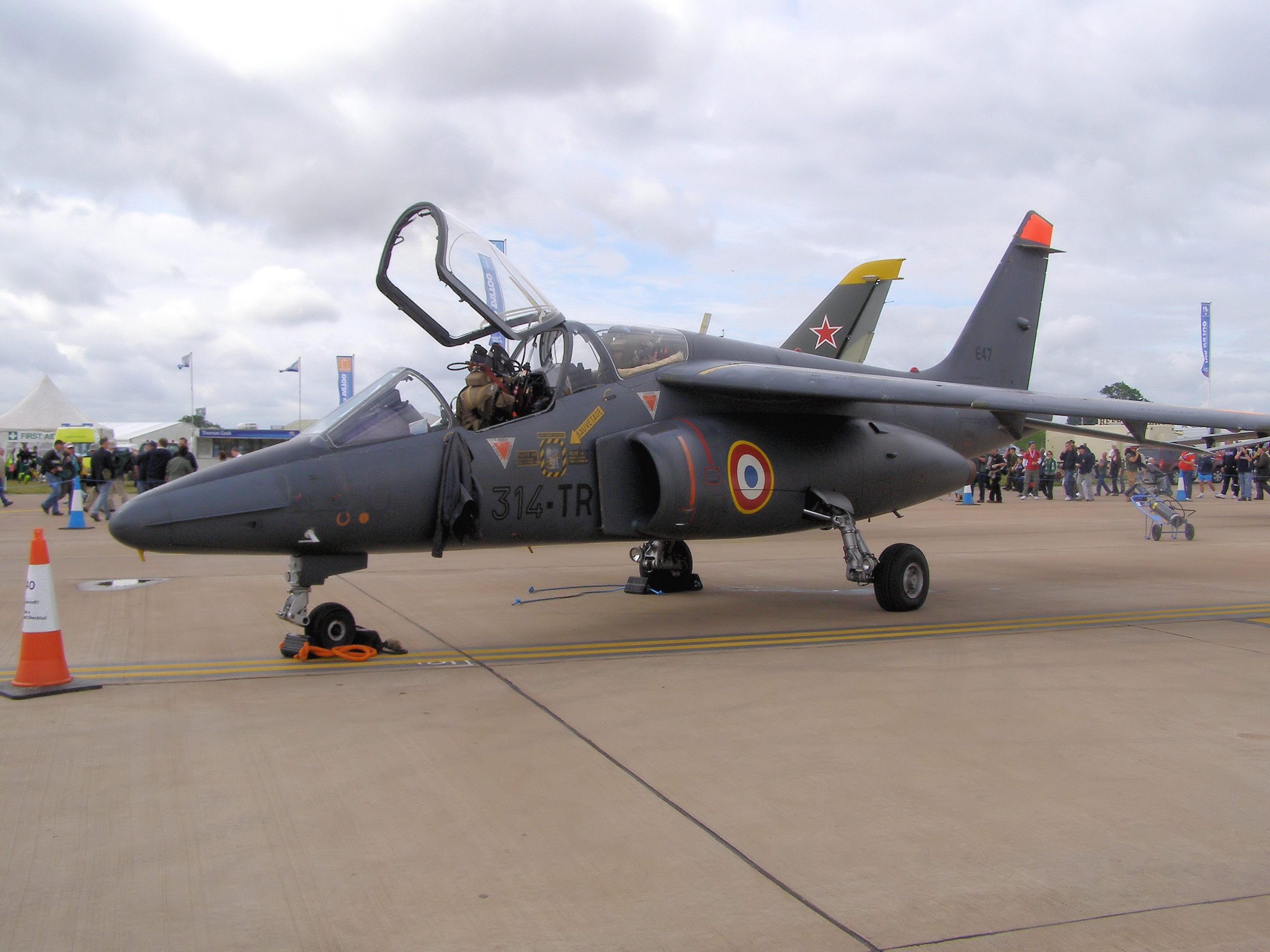
Alpha Jet E ВПС Франції

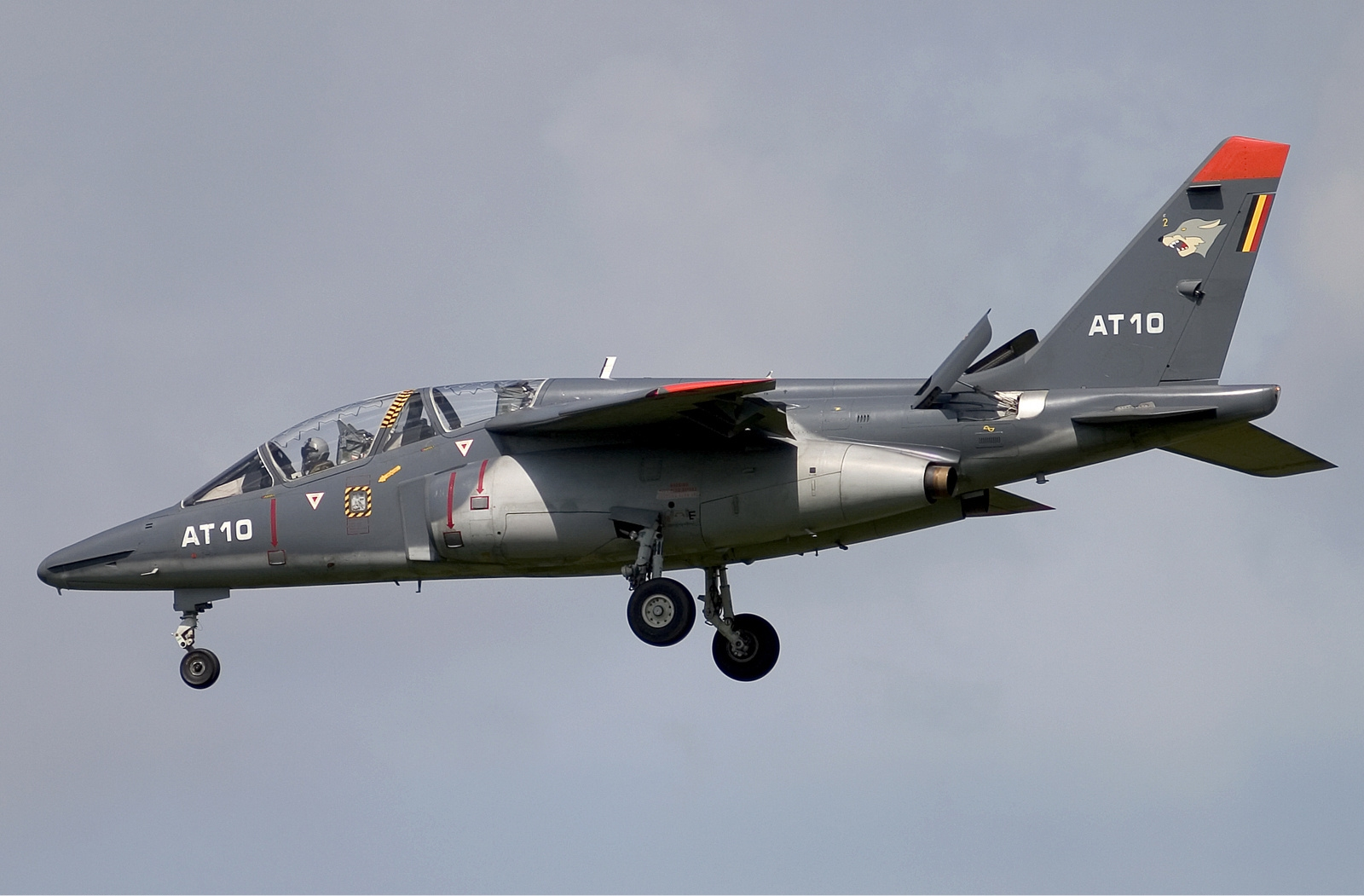
Alpha Jet 1B ВПС Бельгії, 2004

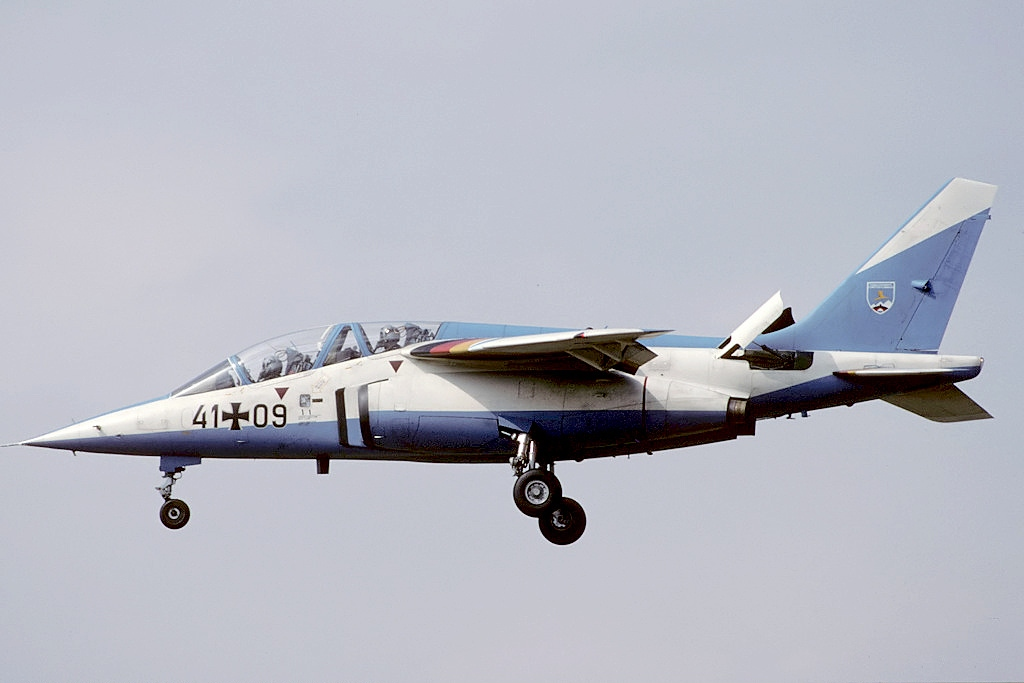
Alpha Jet Люфтваффе, 1991

- Top Aces (навчальний центр) – 30 Alpha Jet A.

 Єгипет
- ВПС Єгипту – 54 Alpha Jet MS2

 Франція
- ВПС Франції – 45 Alpha Jet E

 Марокко
- ВПС Марокко – 24 Alpha Jet E

 Нігерія
- ВПС Нігерії – придбано 24 Alpha Jet E (11 на службі).

 Катар
- ВПС Катару – 6 Alpha Jet E.

 Таїланд
- Королівські ВПС Таїланду – 19 Alpha Jet A (колишні літаки Люфтваффе).

 Того
- ВПС Того – 5 Alpha Jet E

### Колишні оператори
Австралія
- Top Aces (навчальний центр, Канада) - 3 Alpha Jet A, що використовувались для навчання австралійських сил оборони.

 Бельгія
- Бельгійський повітряний компонент – 33 Alpha Jet E придбані в 1978 році, зняті з експлуатації в 2019 році.

 Німеччина
- Люфтва́ффе – 93 Alpha Jet A

 Кот-д'Івуар
- ВПС Кот-д'Івуару – 7 Alpha Jet E

 Португалія
- ВПС Португалії – 50 Alpha Jet A (придбаних в Люфтва́ффе в 1993). Виведені з експлуатації в 2018.

 Велика Британія
- QinetiQ – 12 Alpha Jet A (колишні літаки Люфтва́ффе), виведені з експлуатації в 2018[5].